# Daniel Alfredson
Hans Daniel Björn Alfredson (Stoccolma, 23 maggio 1959) è un regista e sceneggiatore svedese, che ha diretto i due ultimi capitoli cinematografici della Trilogia Millennium.

## Biografia
Figlio dell'attore e regista Hans Alfredson è fratello maggiore del regista Tomas Alfredson.

## Filmografia parziale
- Tic Tac (1997)
- La ragazza che giocava con il fuoco (Flickan som lekte med elden) (2009)
- La regina dei castelli di carta (Luftslottet som sprängdes) (2009)
- Skumtimmen (2013)
- Il caso Freddy Heineken (Kidnapping Mr. Heineken) (2015)
- Go with Me - Sul sentiero della vendetta (Go with Me) (2015)
- Intrigo: Death of an Author (2018)

## Premi e riconoscimenti
Guldbagge
1994
- Migliore sceneggiatura per Mannen på balkongen
- Candidatura a migliore regista per Mannen på balkongen

1998
- Miglior regista per Tic Tac